# Шамич Дмитро Віталійович
Дмитро Віталійович Шамич (нар. 15 травня 2001, Київ, Україна) — український футболіст, правий вінгер.

## Клубна кар'єра
Народився в Києві, вихованець молодіжної академії столичного «Динамо», у футболці якого дебютував у ДЮФЛУ. Окрім динамівської команду в ДЮФЛУ виступав за інші київські клуби, «Зміну-Оболонь» та «Оболонь».
Напередодні старту сезону 2019/20 років перейшов у «Колос», де протягом двох сезонів виступав здебільшого за молодіжну команду ковалівців (36 матчів, 2 голи). 
На початку липня 2021 року підписав контракт з «Металістом». У футболці харківського клубу на професіональному рівні дебютував 18 серпня 2021 року в переможному (3:1) виїзному поєдинку кубку України проти маріупольського «Яруда». Шамич вийшов на поле на 69-ій хвилині, замінивши Сергія Горбунова.

## Кар'єра в збірній
Викликався до юнацьких збірних України різних вікових категорій. У футболці збірної U-16 дебютував 17 січня 2017 року в переможному (4:1) поєдинку проти однолітків з Чорногорії. Дмитро вийшов на поле на 41-ій хвилині, замінивши Данила Сікана. Всього за збірну України U-16 провів 2 поєдинки в 2017 році.
У футболці збірної U-17 дебютував 22 січня 2018 року в переможному (4:0) товариському матчів проти однолітків з Молдови. Шамич вийшов на поле в стартовому складі, а на 61-ій хвилині його замінив Вікентій Волошин. Всього за збірну U-17 зіграв 2 матчі.